# Eduard Zintl

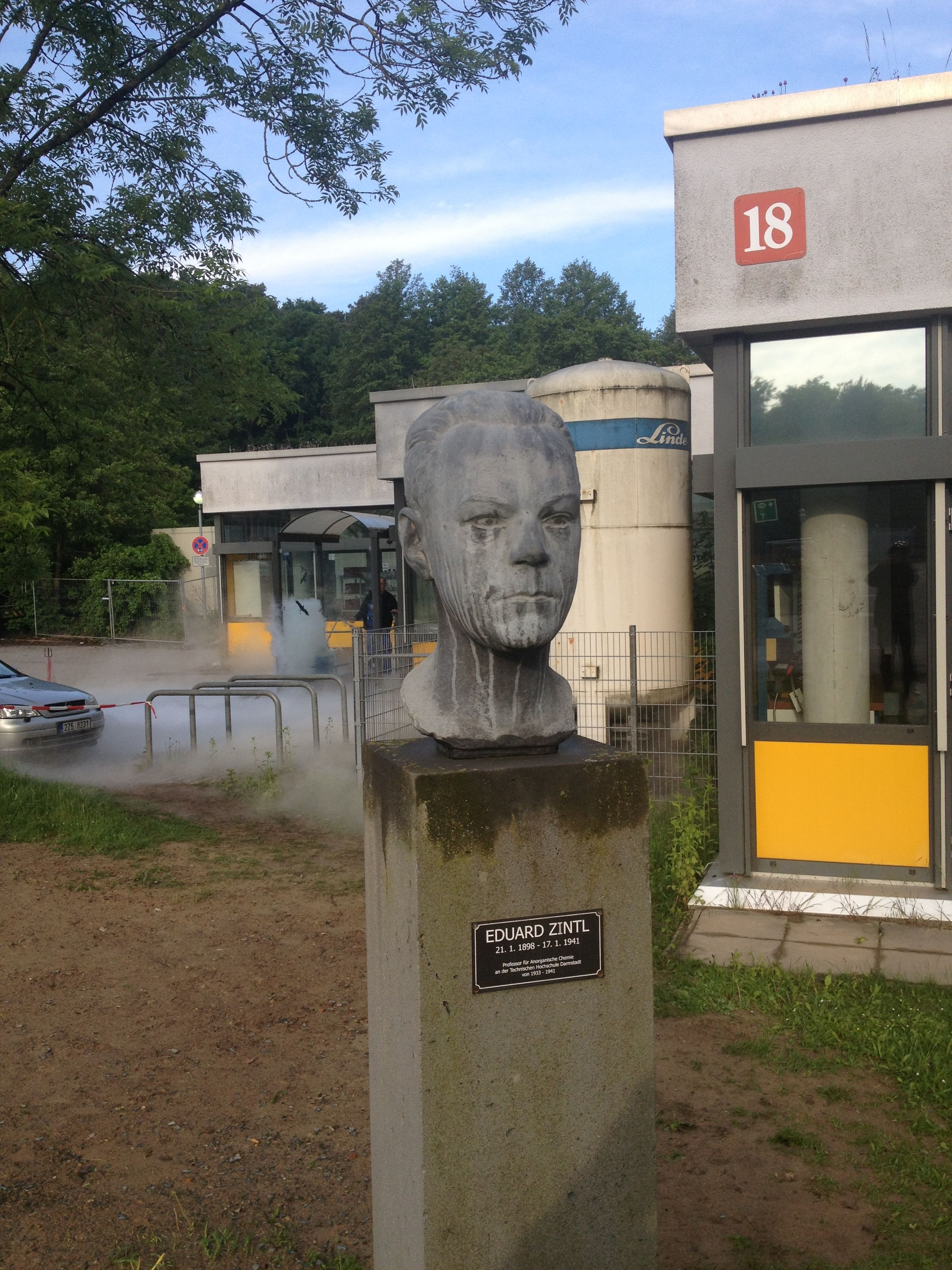
Bust d'Eduard Zintl

Eduard Zintl (Weiden in der Oberpfalz, Baviera, 21 gener 1898 – Darmstadt, Hessen, 17 gener 1941) fou un destacat químic alemany conegut pel descobriment de les fases de Zintl i de la regla de Zintl.
Durant la seva infància la seva família residí a Weiden i Bayreuth fins a acabar a Múnic. Una vegada completats els seus estudis secundaris fou reclutat pel servei militar durant Primera Guerra Mundial (1914-1918). Als 21 anys inicià els seus estudis de química a la Universitat de Múnic. Aconseguí el seu doctorat als 25 anys sota la direcció d'Otto Hönigschmid amb una tesi sobre una nova mesura de la massa molar del brom. S'incorporà al grup d'investigació d'Otto Hönigschmid, on s'encarregà de la direcció de les tesis doctorals d'estudiants com Josef Goubeau i Günther Rienäcker. Del 1928 al 1933 fou professor de química inorgànica a la Universitat de Freiburg. Durant aquest període estudià l'estructura d'anions complexos formats per metalls en una solució de sodi dins amoníac, com ara el [Na(NH₃)x]+4[Pb9]4−. Ell 1933 passà a la Universitat de Tecnologia de Darmstadt. Allà seguí amb les seves investigacions sobre anions complexos que el conduïren a descobrir les fases de Zintl. En aquests compostos l'estructura del polianió resulta similar a la d'un element isoelectrònic. Per exemple al compost Na₂Tl el polianió (Tl₄)8− és tetraèdric i similar a la molècula de fòsfor P₄.